# Pino Maddaloni
Pino Maddaloni (Napoli, 10 luglio 1976) è un judoka italiano.

## Biografia
Inizia ad apprendere i fondamentali già all'età di due anni, sotto la guida del padre Giovanni. Il primo successo ha luogo ai Giochi della Gioventù del 1988 e per nove anni consecutivi partendo dagli esordienti e arrivando fino agli juniores è imbattuto nelle categorie giovanili, conquistando per 13 volte il titolo di Campione d'Italia.
Attualmente è in forze al Gruppo Sportivo Fiamme Oro di Roma, con il grado di Assistente di Polizia, ed è ritenuto da tutti uno degli atleti più rappresentativi della storia del judo italiano di sempre.
Nel 1998 e nel 1999, si conferma Campione Europeo nella categoria -73 kg. Nel 2000 vince l'oro alle Olimpiadi di Sydney nella categoria -73 kg e viene nominato Commendatore dal Presidente della Repubblica Carlo Azeglio Ciampi. Nel 2004 ha subìto un importante infortunio al ginocchio che gli è costato uno stop di un anno.
Nel 2005 si riscatta dal lungo periodo di inattività aggiudicandosi la medaglia d'oro ai Giochi del Mediterraneo ad Almería ed ai Campionati del Mondo Militari a San Pietroburgo, e l'argento ai Campionati Europei 2006 a Tampere. Il 15 settembre 2007 conquista la qualificazione alle Olimpiadi di Pechino classificandosi al quinto posto ai Mondiali di Rio de Janeiro.
Dopo le Olimpiadi di Pechino, dove non si è classificato sul podio, Pino Maddaloni non ha più combattuto.
Da gennaio 2011 allena la nazionale italiana non vedenti. Nel maggio 2017 ottiene la qualifica di arbitro internazionale grazie ad un nuovo percorso pensato per atleti di alto livello internazionale.
La sua storia, romanzata, è stata narrata nel film per la televisione L'oro di Scampia del 2014.